# Pseudoformicaleo sordidatus
Pseudoformicaleo sordidatus är en insektsart som först beskrevs av Navás 1936.  Pseudoformicaleo sordidatus ingår i släktet Pseudoformicaleo och familjen myrlejonsländor. Inga underarter finns listade i Catalogue of Life.